# Рипна
Рипна (пол. Rypna) — гірський потік в Україні, у Богородчанському районі Івано-Франківської області. Правий доплив Бистриці Солотвинської (басейн Дністра).

## Опис
Довжина потоку 8,5 км, найкоротша відстань між витоком і гирлом — 6,12 км, коефіцієнт звивистості потоку — 1,39. Формується гірськими струмками. Потік тече у гірському масиві Ґорґани.

## Розташування
Бере початок на північно-західних схилах гори Станимир (1546,3 м). Тече переважно на північний звхід через урочище Дуплянку і в селі Стара Гута впадає у річку Бистрицю Солотвинську, ліву притоку Бистриці.

## Цікавий факт
- На лівому березі потоку розташована гора Буц (1290,8 м)[4].